# Maison de la famille Imanishi

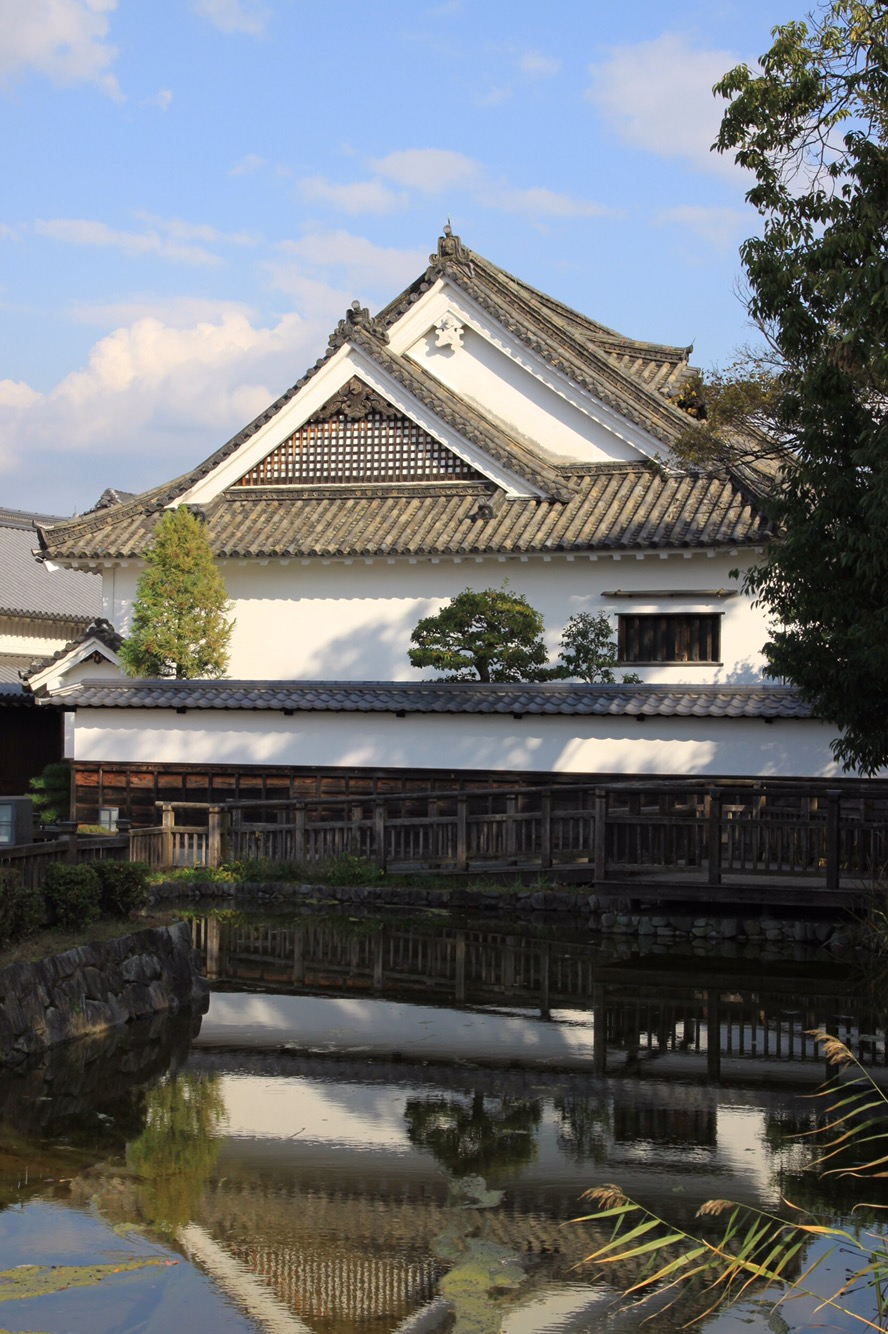
Maison Imanishi, côté ouest.

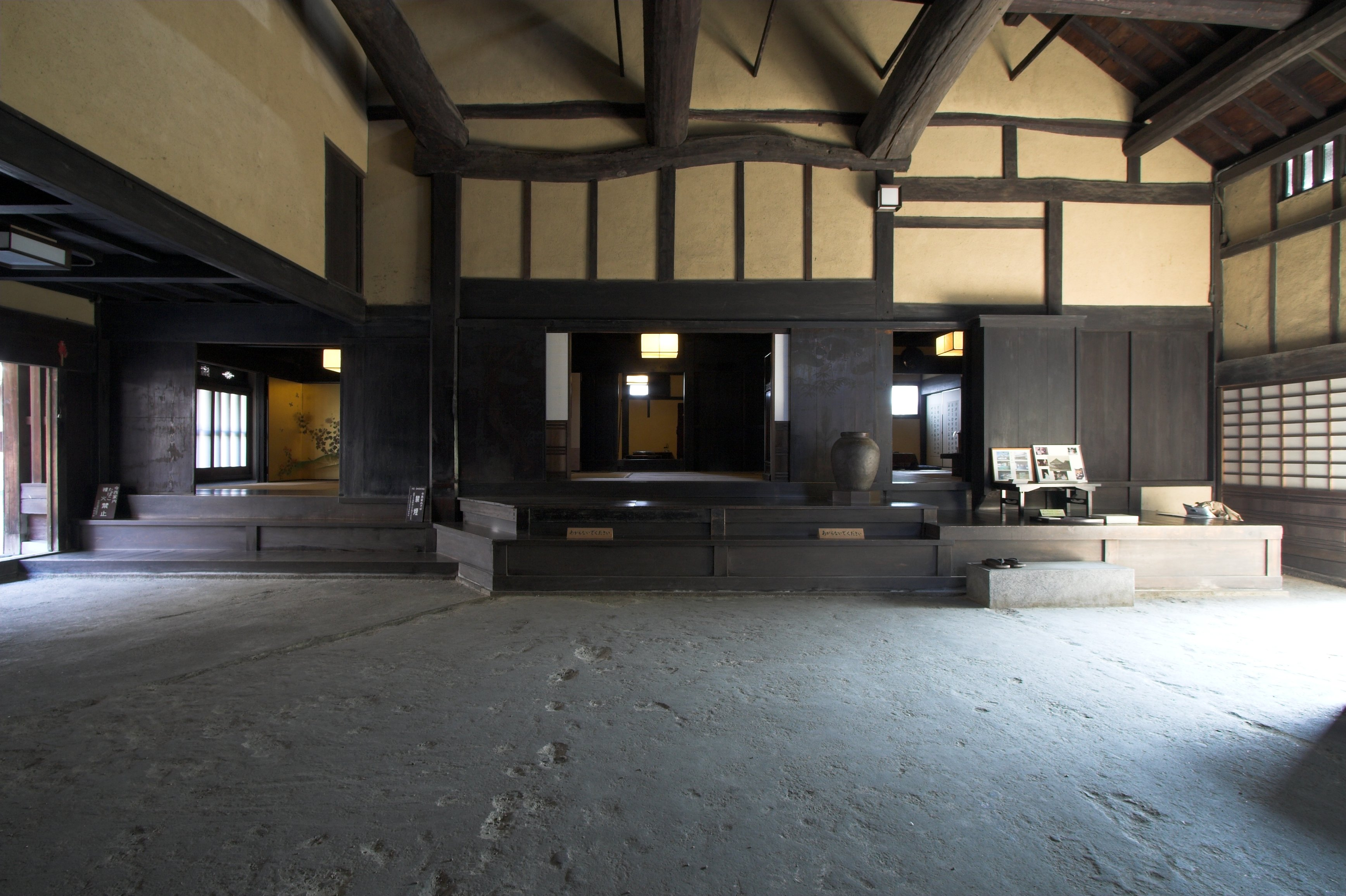
Intérieur de la maison. Les parties blanches des murs sont enduites.

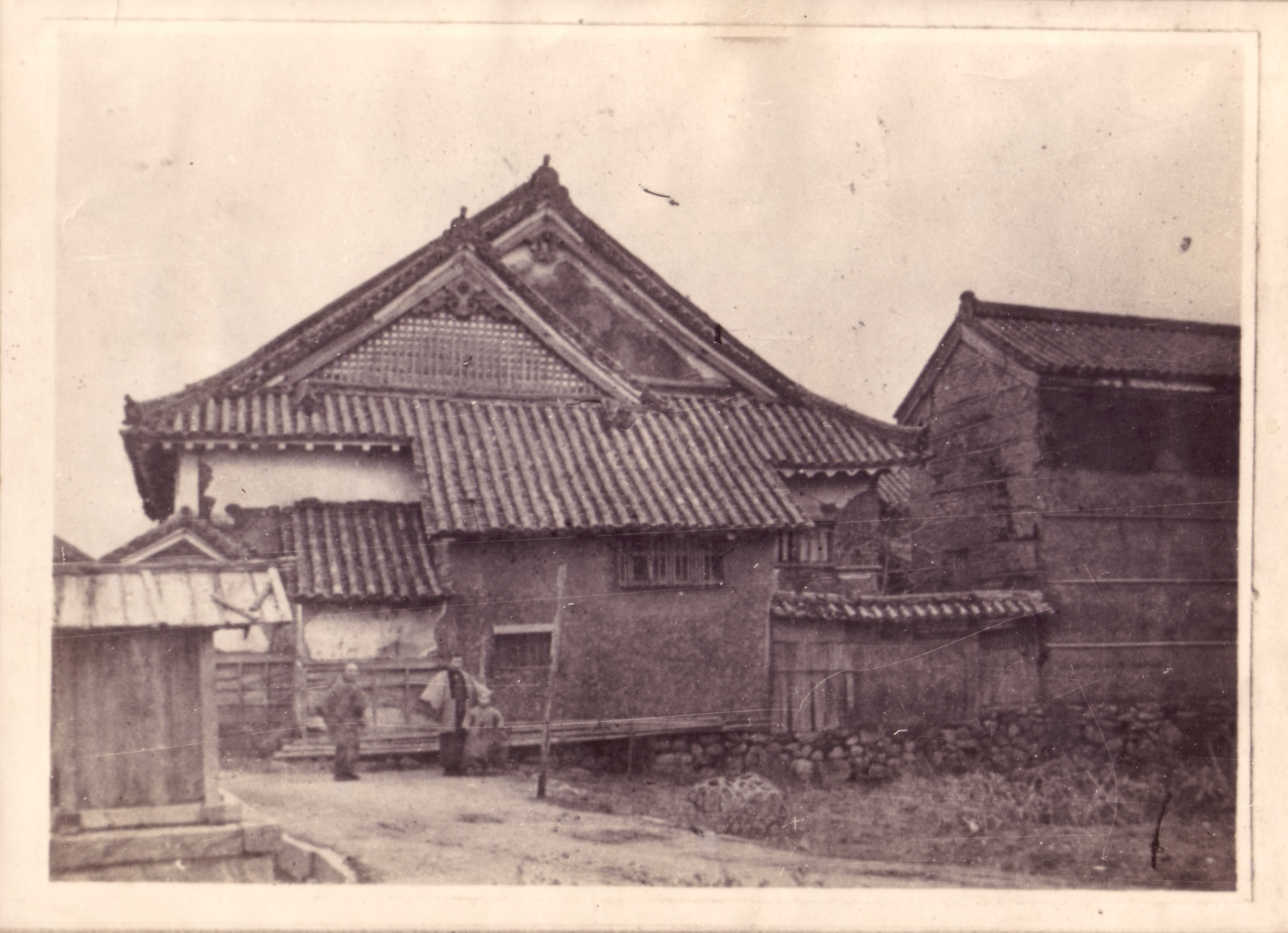
Photo de la maison prise durant l'ère Taishō.

La maison de la famille Imanishi (今西家住宅) dans le quartier historique d'Imai-cho, Kashihara, préfecture de Nara au Japon, est un bien culturel important.
Construite en 1650 (慶安3年) comme minka ou machiya pour la famille Imanishi, elle fait fonction en même temps d'espèce de jin'ya, centre et tribunal de la ville autonome d'Imai.
Son toit est de  la forme yatsumune-zukuri (八棟造), ce qui signifie « toit de style compliqué, avec crêtes et pans (ou déflecteurs) multiples ».

## Source de la traduction
- (en) Cet article est partiellement ou en totalité issu de l’article de Wikipédia en anglais intitulé « Imanishi family's House » (voir la liste des auteurs).